# Торт Бандт
Торт Бандт (Bundt /bʌnt/) — торт, который выпекается в специальной форме для выпечки, придавая ему характерную форму большого кекса. Форма вдохновлена традиционной европейской выпечки, известным как Gugelhupf, но торт Бандт обычно не похож ни на один рецепт. Подобная форма для выпечки была популяризирована в Северной Америке в 1950-х и 1960-х годах, после того как производитель посуды Nordic Ware зарегистрировал торговую марку Bundt и начал производить формы Bundt из литого алюминия. Публикация от Pillsbury привела к тому, что эти торты приобрели широкую популярность.

## Этимология

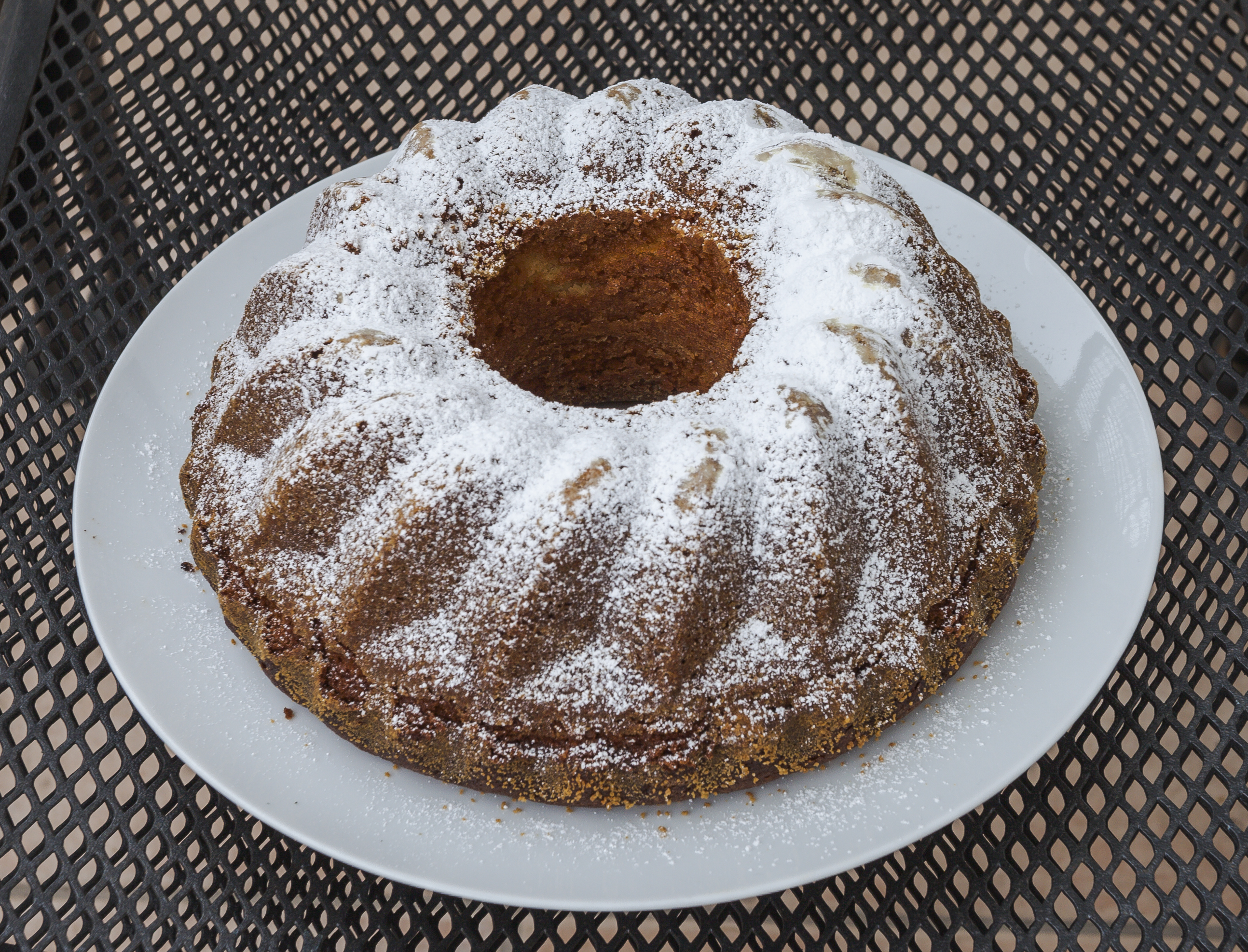
Торт в форме Бундта

Торт Бандт частично происходит от европейского торта, под названием Гугельхупф (нем. Gugelhupf). На севере Германии Гугельхупф традиционно известен как Bundkuchen (немецкое произношение: [ˈbʊntkuːxn̩]), название, образованное путем соединения слов «связка» или «союз» (нем. Bund) и «пирог» нем. Kuchen.
Мнения по поводу значения слова «бунд» расходятся. Одна из версий состоит в том, что оно означает «пучок» или «связка»  и относится к способу наложения теста на трубчатый центр формы. По-голландски торт называется tulband, что означает «тюрбан». Вторая часть этого слова по своему произношению очень похожа на «бандт». Другой источник предполагает, что он описывает полосатый вид, приданный пирогу за счет рифленых сторон сковороды, похожий на связанный сноп пшеницы. Некоторые авторы предположили, что слово Bund вместо этого относится к группе людей, и что Bundkuchen называется так из-за его пригодности для вечеринок и собраний.
Использование слова bund за пределами Европы для описания пирожных можно найти в еврейско-американских кулинарных книгах примерно в начале 20 века. Альтернативное написание bundte также встречается в рецепте еще в 1901 году.

## Дизайн

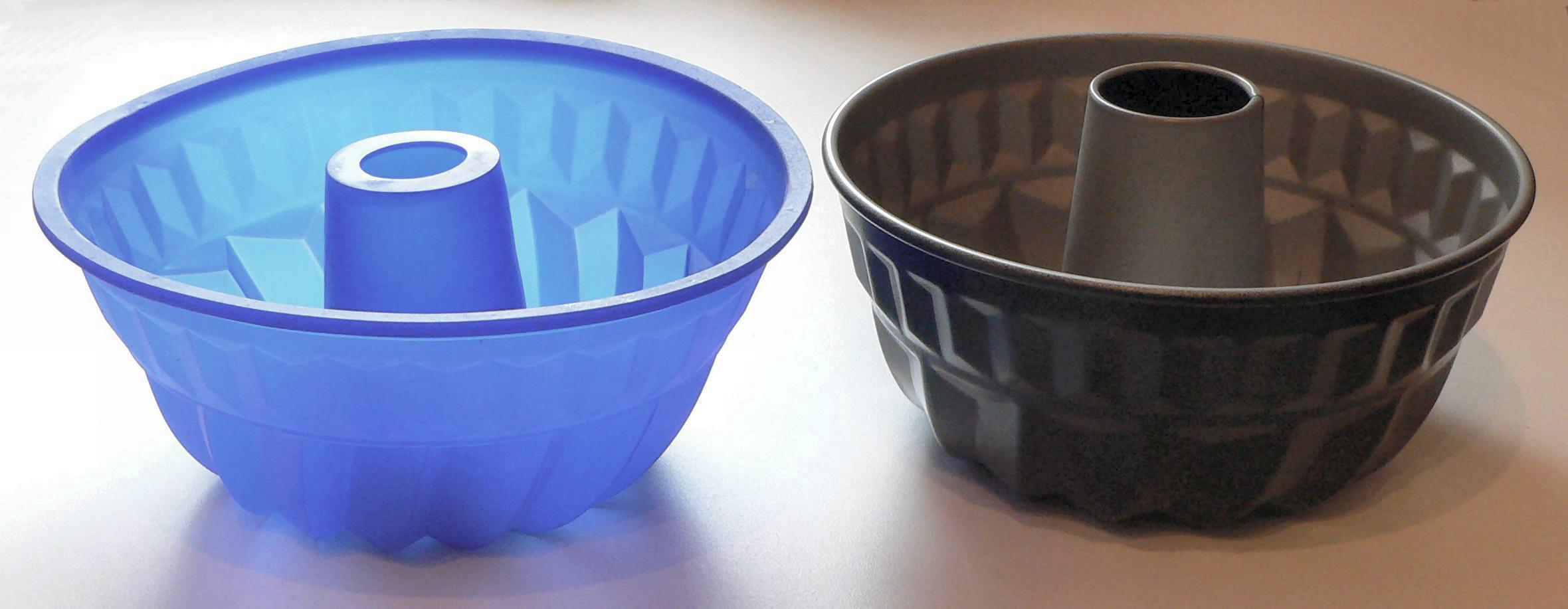
Форма в стиле Bundt из пластика и металла

Не существует единого рецепта выпечки торта Бандт. Вместо этого отличительной чертой является форма. Она обычно имеет рифленые стороны, но её наиболее определяющим элементом дизайна является центральная труба или «дымоход», который оставляет цилиндрическое отверстие в центре торта. Конструкция подразумевает под собой, что на поверхность формы попадает больше теста чем на обычный круглый противень, что способствует более быстрому и более равномерному распределению тепла во время выпекания. Рецепты варьируются от пряных пирожных с кедровыми орехами до фруктового желе.
Поскольку название Bundt является товарным знаком, аналогичные формы часто продаются как «формы с канавками» или имеют другие аналогичные описательные названия. Держатель торговой марки Nordic Ware производит формы Bundt только из алюминия, но аналогичные формы с канавками доступны и из других материалов.

## Популярность
Первоначально форма для выпечки Bundt продавалась так плохо, что компания Nordic Ware подумывала о том, чтобы прекратить её выпуск. Этот продукт получил толчок, когда был упомянут в кулинарной книге Good Housekeeping Cookbook в 1963 году, но форма стала популярна только в 1966 году, когда торт Бандт под названием Tunnel of Fudge, испеченный Эллой Хелфрич, не занял второе место на ежегодном пекарном шоу компании Пиллсбери и выиграл 5000 долларов. Получившаяся реклама привела к тому, что в компанию было подано более 200000 запросов на форму для выпечки Bundt, и вскоре это привело к тому, что форма для торта Бандт превзошла другие популярные формы для выпечки, став самой продаваемой формой для выпечки в Соединенных Штатах. В 1970-х годах компания получила лицензию на название Bundt от Nordic Ware и некоторое время продавала целый ряд смесей для тортов Бундт.
На сегодняшний день Nordic Ware продала более 60 миллионов форм Bundt по всей Северной Америке. 15 ноября было названо «Национальным днем Bundt».